# Novella (Italie)
Pour les articles homonymes, voir Novella.
Novella est une commune italienne d'environ 3 600 habitants située dans la province autonome de Trente dans la région du Trentin-Haut-Adige dans le nord-est de l'Italie. Créée le 1er janvier 2020, elle est formée de la fusion de Brez, Cagnò, Cloz, Revò et Romallo.
Les communes limitrophes sont  Borgo d'Anaunia, Cles, Dambel, Lauregno, Livo, Proves, Rumo, Sanzeno et Sarnonico.